# Santa Teresa, Lerdo de Tejada
Santa Teresa är en ort i Mexiko.   Den ligger i kommunen Lerdo de Tejada och delstaten Veracruz, i den sydöstra delen av landet, 400 km öster om huvudstaden Mexico City. Santa Teresa ligger 12 meter över havet och antalet invånare är 793.
Terrängen runt Santa Teresa är platt, och sluttar västerut. Runt Santa Teresa är det ganska tätbefolkat, med 83 invånare per kvadratkilometer. Närmaste större samhälle är Lerdo de Tejada, 3,2 km väster om Santa Teresa. Omgivningarna runt Santa Teresa är en mosaik av jordbruksmark och naturlig växtlighet.